# Соколы (гмина)
Соколы (пол. Sokoły) — сельская гмина (волость) в Польше, входит как административная единица в Высокомазовецкий повет, Подляское воеводство. Население — 5983 человека (на 2004 год). Административный центр гмины — деревня Соколы.

## Демография
| Перепись                       | Всего   | Всего | Женщины | Женщины | Мужчины | Мужчины |
| ------------------------------ | ------- | ----- | ------- | ------- | ------- | ------- |
| Единицы                        | человек | %     | человек | %       | человек | %       |
| Население                      | 5983    | 100   | 2973    | 49,7    | 3010    | 50,3    |
| Плотность населения (чел./км²) | 38,5    | 38,5  | 19,1    | 19,1    | 19,3    | 19,3    |

## Сельские округа
1. Брушево
2. Брушево-Борковизна
3. Буйны
4. Хомице
5. Чайки
6. Дронги
7. Двораки-Пикаты
8. Двораки-Стаски
9. Идзки-Млыновске
10. Идзки-Сьредне
11. Идзки-Выкно
12. Яблоново-Конты
13. Яблоново-Выпыхы
14. Ямёлки-Годзебы
15. Ямёлки-Ковале-Равки
16. Ямёлки-Пётровента
17. Ямёлки-Светлики
18. Еньки
19. Ковалевщызна
20. Ковалевщызна-Фольварк
21. Крушево-Бродово
22. Крушево-Гломбы
23. Крушево-Выпыхы
24. Кшижево
25. Мойсики
26. Носки-Снетне
27. Перки-Буенки
28. Перки-Франки
29. Перки-Карпе
30. Перки-Ляхы
31. Перки-Мазовше
32. Перки-Выпыхы
33. Пензы
34. Поросль-Кие
35. Нове-Рациборы
36. Старе-Рациборы
37. Рошки-Хшчоны
38. Рошки-Лесьне
39. Рошки-Сончки
40. Рошки-Земаки
41. Жонце
42. Соколы
43. Трусколясы-Ляхы
44. Трусколясы-Нивиско
45. Трусколясы-Ольшина
46. Старе-Трусколясы
47. Трусколясы-Воля
48. Ванево

## Соседние гмины
1. Гмина Хорощ
2. Гмина Кобылин-Божимы
3. Гмина Кулеше-Косцельне
4. Гмина Лапы
5. Гмина Нове-Пекуты
6. Гмина Посвентне
7. Гмина Высоке-Мазовецке